# Литвиненко, Василий Константинович
Василий Константинович Литвиненко (1899—1967) — балетмейстер
, педагог, солист балета, оперный певец. Заслуженный артист  Грузинской ССР (1941)

## Биография
Родился в 1899 году в селе Савельевка Николаевского уезда. Отец — Константин Васильевич Литвяков, крестьянин, мать — Наталья Тимофеевна.
Вопреки воле отца, уехал учиться в техникум в Саратов. Там увлекся танцами, стал заниматься, впоследствии был приглашен на работу в балет, учебу не специальности "химик" не окончил. Позже получил высшее образование в консерватории в Тбилиси, совмещая обучение оперному пению и работу в балете.
Впоследствии Литвиненко работал в театрах Саратова, Москвы (недолго в Большом театре), Тбилиси, Баку, Харькова, Киева. Постановщик балетов: «Лебединое озеро» (1926), « Пан Канёвский» (1931), «Ференджи» (1932), «Эсмеральда» (1937); «Малтаква» (1938, совместно с Джавришвили), «Данко» (1948), «Весна в Ала-Тоо» (1955) и др.
Солировал в партиях: майор Кэмпбелл («Ференджи»), Реми Ахалкаци («Малтаква»), Джарджи («Сердце гор»), Ярош («Пан Каневский») и др.
Василий Константинович Литвиненко скончался 3 февраля 1967 года, похоронен в Москве на  Введенском кладбище (21 уч.).

## Семья
Первая жена - Лиля Литвиненко, педагог по вокалу, танцовщица.
Вторая жена — Литвиненко Ольга Александровна (1914—2004), прима-балерина.
Дочь от второго брака — Литвиненко (в замужестве — Михайлова) Татьяна Васильевна (1937—2015), актриса театра драмы и кино.

## Награды
- орден «Знак Почёта» (24.02.1941)
- Заслуженный артист  Грузинской ССР (1941)